# Dahme-Spree-Kaserne
Die Dahme-Spree-Kaserne ist eine Liegenschaft der Bundeswehr in Berlin-Grünau mit der Anschrift Regattastraße 12. Sie beherbergt das Karrierecenter der Bundeswehr Berlin (KarrCBw Berlin) sowie den Lehrbereich III 2 des Bildungszentrums der Bundeswehr (BiZBw III 2).

## Lage und Anbindung
Das Areal der Kaserne wird im Osten durch die Regattastraße begrenzt, an der sich auch die Haupteinfahrt befindet. Im Westen grenzt das Gelände an die Bohnsdorfer Straße, im Süden an das Wohngebiet Friedrich-Wolf-Straße. Im Norden befinden sich in der Nachbarschaft der Kaserne im Winkel zwischen Bohnsdorfer und Regattastraße einige Privatgrundstücke. Etwa einen Kilometer südlich in der Walchenseestraße 30 befindet sich ein Wohnheim der Bundeswehr sowie eine 2019 neu errichtete kleine Sporthalle sowie eine Beachvolleyball-Anlage für die Flugbereitschaft des Bundesministeriums der Verteidigung.
Die Nahverkehrsbedienung erfolgt durch die BVG-Straßenbahnlinie 68 mit der Haltestelle Friedrich-Wolf-Straße.

## Geschichte
Im Zuge der Olympischen Sommerspiele 1936 wurde die Regattastrecke Berlin-Grünau als Austragungsort verschiedener Wettkämpfe genutzt. Als Unterkunftsgebäude für das Unterstützungspersonal der Ruder- und Kanumannschaften baute man die heute noch so genannten „Regattahäuser“ in der Regattastraße 12. Eine militärische Nutzung war zunächst nicht vorgesehen. Nach dem Ende des Zweiten Weltkriegs zogen sowjetische Streitkräfte in das Gelände, das zur Kaserne umgebaut wurde. Die Regattahäuser blieben dabei erhalten.
1957 übernahm die Nationale Volksarmee (NVA) der DDR die Kaserne, die hier die Sonderschule für Polit-Kader der NVA aufstellte, die spätere Militärpolitische Hochschule „Wilhelm Pieck“. In der DDR-Zeit wurde das Gelände um einige Neubauten ergänzt, unter anderem entstand das markante fünfgeschossige Hauptgebäude an der Ecke Regatta-/Friedrich-Wolf-Straße. Nach dem Ende der DDR ging die Liegenschaft an die Bundeswehr. Am 4. April 1991 richtete diese die Freiwilligenannahmestelle Ost (FrwAnSt Ost) ein. Diese ging zum 1. August 1996 in das Zentrum für Nachwuchsgewinnung Ost (ZNwG Ost) über. Zum 1. Dezember 2012 wurde das Zentrum in das Karrierecenter der Bundeswehr Berlin (KarrC Bw Berlin) umgewandelt und zum 1. Oktober 2018 in Karrierecenter der Bundeswehr V (KarrC Bw V). Zum 1. November 2021 wurde das Karrierecenter der Bundeswehr V (KarrC Bw V) in das Karrierecenter der Bundeswehr Berlin (KarrCBw Berlin) umgewandelt.
Ab 1991 gab es außerdem eine Außenstelle der Bundesakademie für Wehrverwaltung und Wehrtechnik (BAkWVT) und am 23. März 1994 zog die Bundeswehrverwaltungsschule II (BWVS II) aus Siegen in die Kaserne ein. Diese wurden später in die heutige Außenstelle des Bildungszentrums der Bundeswehr, dem Lehrbereich III 2, umgewandelt.
Erst am 30. März 1998 erhielt die Liegenschaft einen Namen. Nach dem nahegelegenen Zusammenfluss von Dahme und Spree wurde sie „Dahme-Spree-Kaserne“ genannt.